# Ixodonerium annamense
Ixodonerium annamense är en oleanderväxtart som beskrevs av Charles-Joseph Marie Pitard. Ixodonerium annamense ingår i släktet Ixodonerium och familjen oleanderväxter. Inga underarter finns listade i Catalogue of Life.